# Costa Jurássica
Costa Jurássica (inglês: Jurassic Coast) é um Patrimônio da Humanidade situado no Canal da Mancha. Vai de Orcombe Point, Devon, a Old Harry Rocks em Dorset, cobrindo uma distância de 153 quilômetros. Classificado em 2001, foi o segundo patrimônio totalmente natural no Reino Unido reconhecido pela UNESCO.
A Costa Jurássica consiste de penhascos dos períodos Triássico, Jurássico e Cretáceo, documentando 180 milhões de anos de história geológica.